# 国民评议会 (斯洛文尼亚)
斯洛文尼亚共和国国民评议会是斯洛維尼亞的一個政治機構。斯洛維尼亞国民评议会由各地方和各業界的代表構成，具有部分立法權，可以看作是斯洛維尼亞議會的上議院。斯洛維尼亞国民评议会共有40名成員，其中22人是各地代表，18人是業界代表（其中6人來自於非營利事業界，僱員、雇主、農業業界各有4人）。代表並非由直選產生，而是由各業界團體選舉產生。代表任期五年。